# یارنو لاور
یارنو لاور (استونیایی: Jarno Laur؛ زادهٔ ۱۳ سپتامبر ۱۹۷۵) سیاستمدار و نماینده سابق مجلس اهل استونی است.